# San Luis (Venezuela)

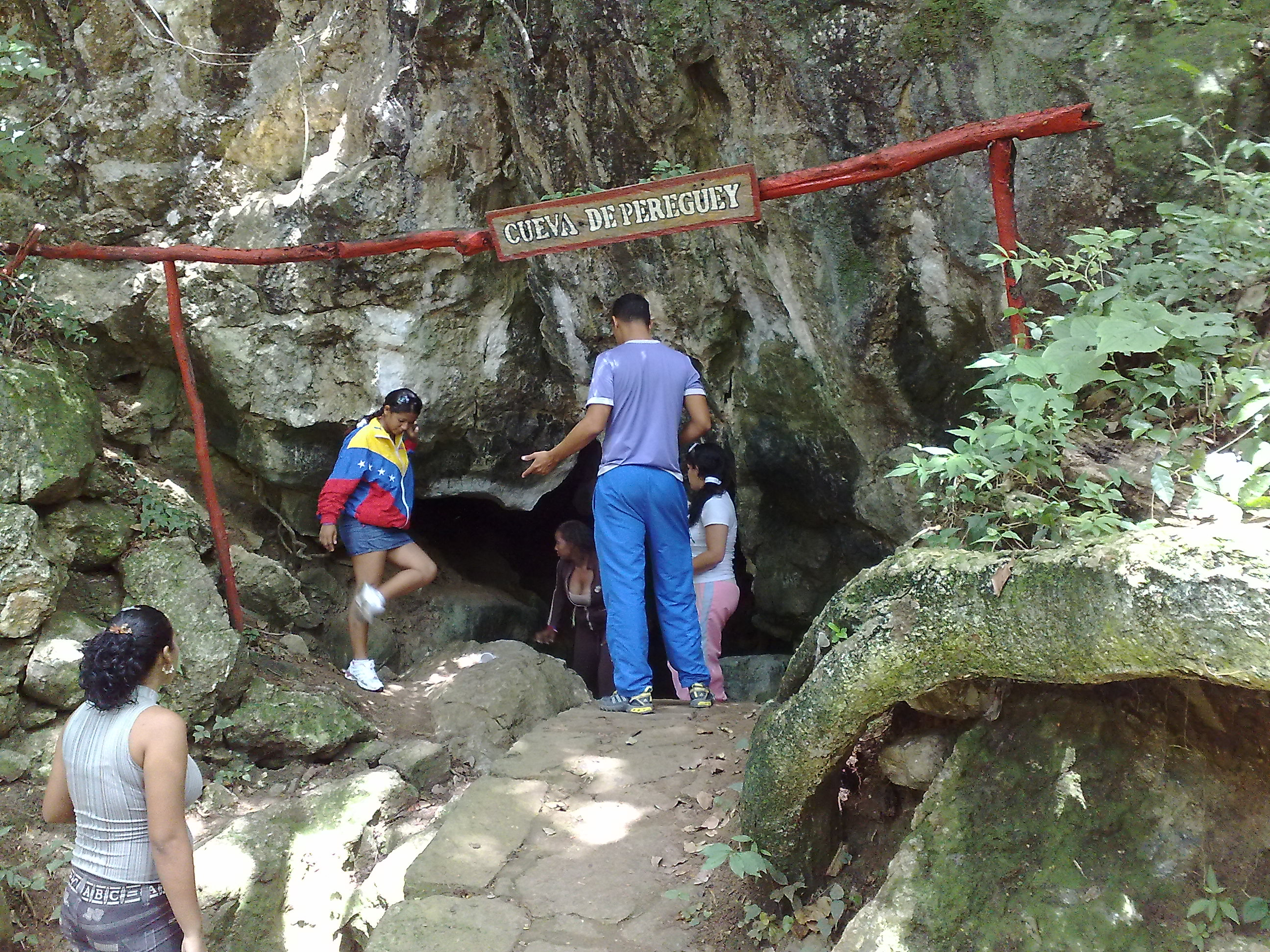
Entrada a la cueva de Peregüey.

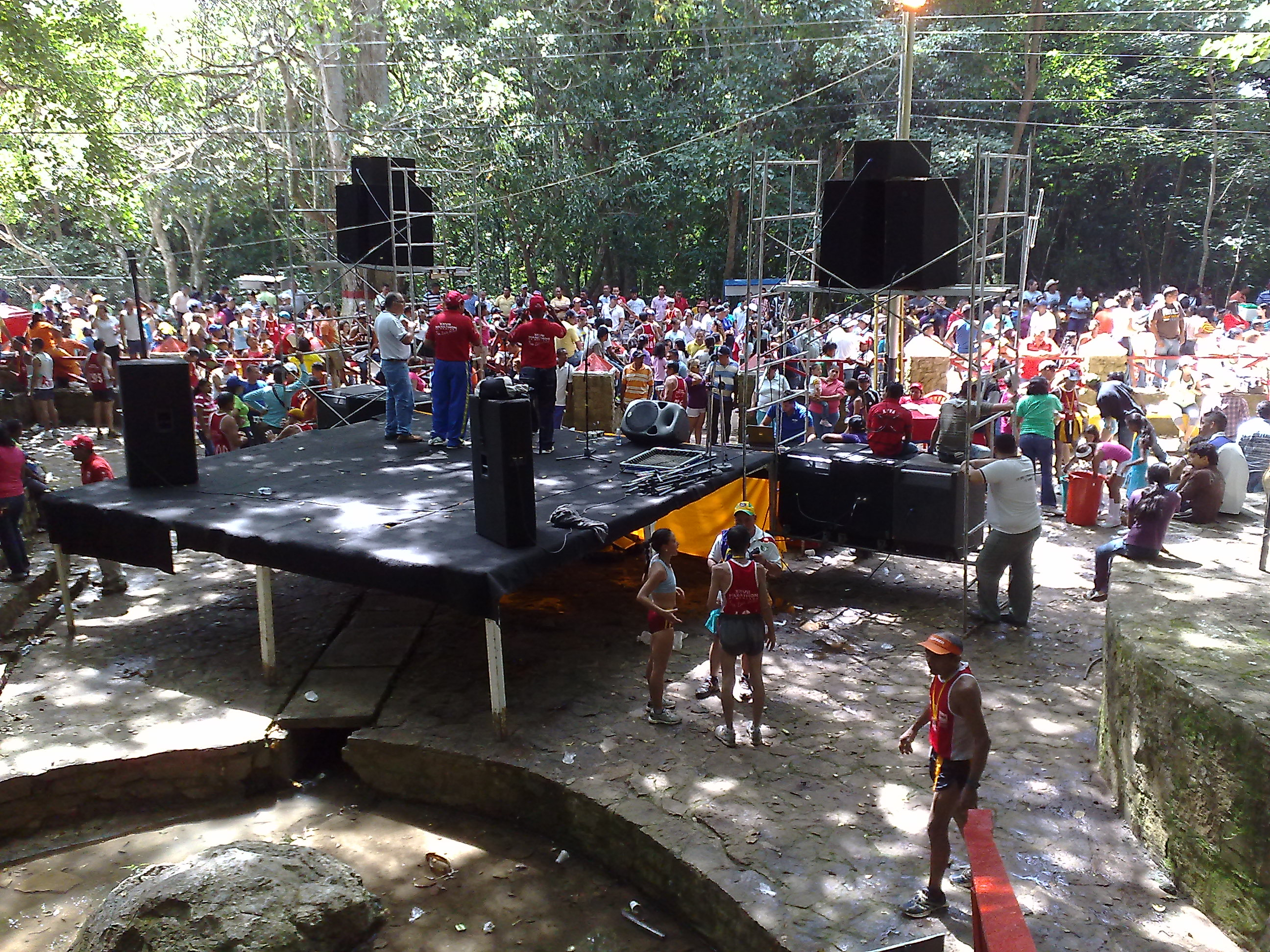
XXVII Maratón de montaña San Luis 2010.

San Luis es una población venezolana, capital del municipio Bolívar del estado Falcón, Venezuela. Ubicado en la Sierra de San Luis a 64 km al sur de Coro y a 700 m s. n. m. Fue fundada en 1770 con el nombre de San Luis de Cariagua.
San Luis estuvo habitada inicialmente por indios jirajaras y luego fue convertido en pueblo de doctrina.
Por sus caminos corre el Cariagua, río que surge en la mitad del pueblo. Su economía está basada fundamentalmente en la actividad agrícola y ganadera, aunque también se ha desarrollado la actividad turística.
En las cercanías de San Luis se encuentra la catarata del río Mitare y las cuevas de Carrizalito y Peregüey. La cueva de Peregüey es una de las más accesibles de Venezuela ya que queda dentro del mismo pueblo. Con simas, cuevas y aguas termales de impresionante belleza que invitan a los amantes de la espeleología y de la escalada. Además en esta población se encuentra el parque nacional Juan Crisóstomo Falcón.

## Festividades y eventos
- 11 de febrero: Nuestra Señora de Lourdes.
- 13 de junio: San Antonio de Padua.
- Junio: Corazón de Jesús.
- Agosto: Fiestas de San Luis Rey, Maratón Internacional de Montaña.
- Octubre: Ferias de San Luis.